# Carlo Valdes
Carlo Valdes (Newport Beach, 11 febbraio 1990) è un bobbista statunitense.

## Biografia
Durante gli studi universitari svolti alla UCLA praticò sia il football americano che l'atletica leggera nelle discipline del decathlon e del lancio del giavellotto. 
Compete nel bob dal 2014 come frenatore per la squadra nazionale statunitense. Debuttò in Coppa Nordamericana nel novembre 2014 gareggiando per gli equipaggi pilotati da Codie Bascue ed Elana Meyers-Taylor. Esordì in Coppa del Mondo nella stagione 2014-15, il 13 dicembre 2014 a Lake Placid dove si piazzò nono nel bob a quattro. Centrò il suo primo podio nonché la sua prima vittoria l'8 gennaio 2016 a Lake Placid imponendosi nel bob a due con Steven Holcomb alla guida. Ottenne invece il primo podio a quattro il 17 dicembre 2016 sempre a Lake Placid e con Holcomb pilota.
Ha partecipato a tre edizioni dei campionati mondiali detenendo quali migliori piazzamenti il settimo posto nel bob a due e il quinto nel bob a quattro, entrambi ottenuti a Schönau am Königssee 2017 e sempre con Holcomb.

## Palmarès

### Coppa del Mondo
- 8 podi (5 nel bob a due e 3 nel bob a quattro):
  - 1 vittoria (nel bob a due);
  - 4 secondi posti (2 nel bob a due e 2 nel bob a quattro).
  - 3 terzi posti (2 nel bob a due e 1 nel bob a quattro).

#### Coppa del Mondo - vittorie
| Data           | Luogo       | Paese       | Disciplina                        |
| -------------- | ----------- | ----------- | --------------------------------- |
| 8 gennaio 2016 | Lake Placid | Stati Uniti | a due con Steven Holcomb (pilota) |

### Coppa Nordamericana
- 3 podi (1 nel bob a due e 2 nel bob a quattro):
  - 2 secondi posti (1 nel bob a due e 1 nel bob a quattro);
  - 1 terzo posto (nel bob a quattro).